# ArcInfo
ArcInfo ist eine schweizerische französischsprachige Tageszeitung. Sie wird von der Société Neuchâteloise de Presse in Neuenburg verlegt, die mehrheitlich zum Groupe ESH Médias (Editions Suisses Holding SA) von Philippe Hersant, dem Besitzer der Hersant-Gruppe, gehört und ging aus den beiden Zeitungen L’Express aus Neuenburg und L’Impartial aus La Chaux-de-Fonds hervor. Der gleiche Titel ArcInfo wurde schon 2008 für das gemeinsame Newsportal gewählt.

## Geschichte
Die beiden Neuenburger Blätter hatten bereits seit 1996 einen gemeinsamen Mantel, der in Neuenburg produziert wird. Seit dem 7. Februar 2007 übernimmt ihn auch das in Biel erscheinende Le Journal du Jura, die Tageszeitung für den Berner Jura.
1999 wurden die beiden Zeitungen in der Société Neuchâteloise de Presse zusammengeführt. An dieser hielt die Familie Wolfrath, seit 1814 im Besitz des Express, über ihre L’Express Communication Holding 62 %, die PubliGroupe 28,5 % und Marc Gassmann, Verleger des Journal du Jura und des Bieler Tagblatts, 9,5 % des Aktienkapitals. Im Frühling 2002 verkaufte die Besitzerfamilie Wolfrath die Express Communication Holding an die französische Groupe France-Antilles (heute: Groupe Hersant Média). Die Wettbewerbskommission bewilligte den Verkauf. Ein Versuch von PubliGroupe und Marc Gassmann, sich auf ein Vorkaufsrecht für die 62 % der Express Communication Holding zu berufen, blieb erfolglos. Hersant brachte danach seinen Anteil an den beiden Zeitungen in die neugegründete Groupe ESH Médias (Editions Suisses Holding SA) ein.
Seit dem 23. Januar 2018 erscheinen die bisherigen Titel L’Express und L’Impartial nur noch als Untertitel der neuen Zeitung ArcInfo.

## Newsportal
2008 wurde, ebenfalls unter dem Namen ArcInfo, die gemeinsame multimediale Online-Plattform von Express und Impartial sowie des regionalen TV-Senders Canal Alpha gegründet, die deren redaktionelle Inhalte publiziert. Sie ist seit 2010 kostenpflichtig.